# Nereocystis
Nereocystis luetkeana is de enige soort van het endemische geslacht Nereocystis binnen de Laminariales. De tot 40 meter hoge bruine alg vormt uitgestrekte kelpbossen aan de kusten van de noordoostelijke en noordwestelijke Stille Oceaan.

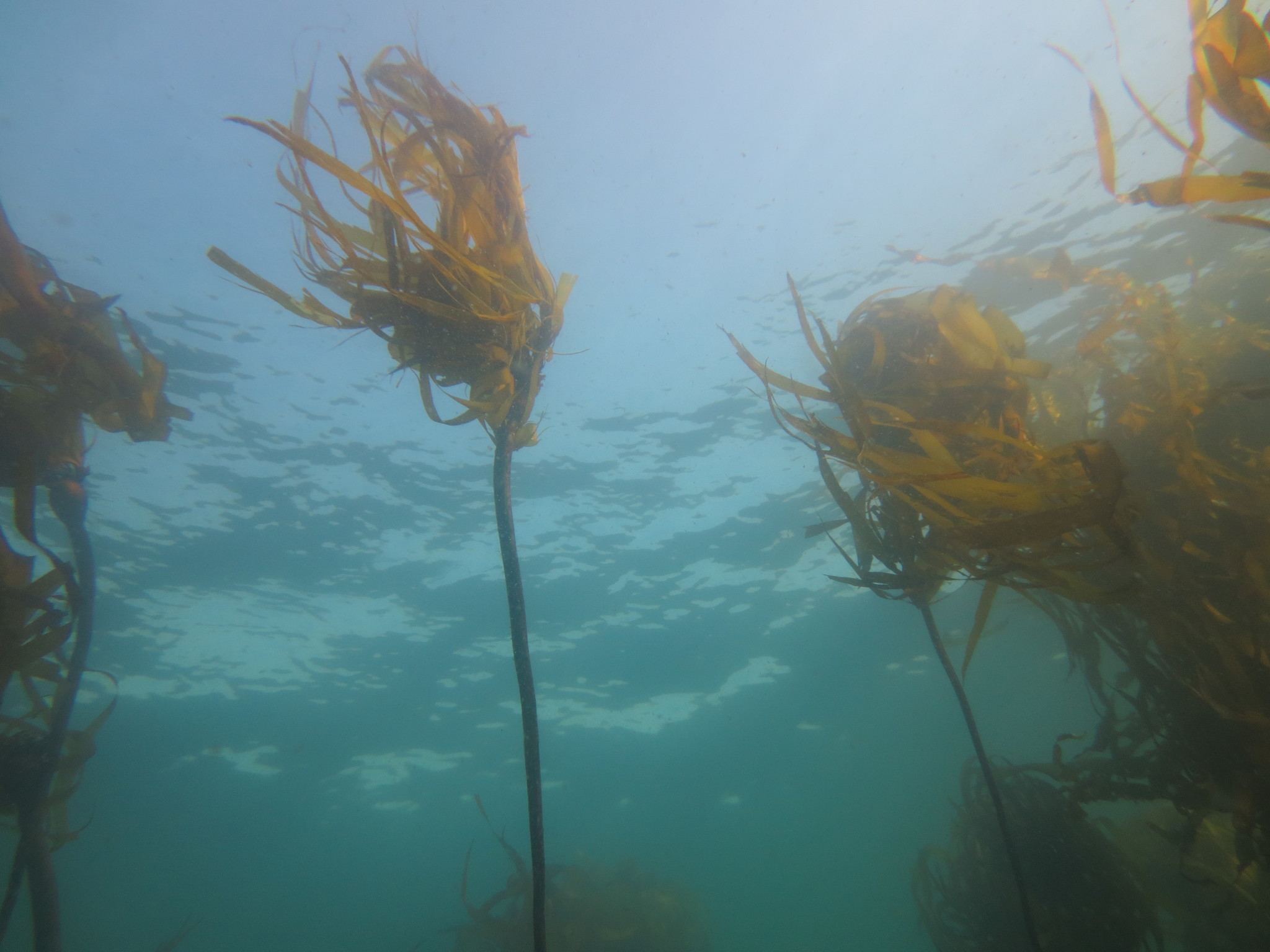

## Beschrijving
Het thallus van Nereocystis luetkeana kan wel 40 meter hoog worden. Het bruine zeewier is verankerd aan de rotsachtige ondergrond met een halfbolvormig klevend orgaan (rhizoïde), waarvan de klauwachtige vertakte haken in kransen rond de steelbasis ontstaan. Het zeer lange, cilindrische, donkerbruine handvat (cauloid) lijkt op een zweep, daarom wordt de alg in Amerika ook wel "bull-whip kelp" of "bull kelp" genoemd. De stengel kan tot 35 meter lang worden, afhankelijk van de waterdiepte. Naar de top toe wordt het geleidelijk dikker en eindigt in een holle, knotsachtige zwelling (apophysis) met een diameter van twee tot zeven centimeter. Deze draagt, gescheiden door een vernauwing, een bolvormige tot eivormige, gasgevulde pneumatocyst als drijflichaam met een diameter van 9 tot 14 centimeter. Hun vezelige wand is ongeveer vijf centimeter dik. Het hele drijflichaam kan tot drie liter gas bevatten en houdt de pneumatocyst op het wateroppervlak.
Een bosje van 50 (tot 100) bladachtige organen ontstaat aan de top van de pneumatocyst. Deze phylloïden zijn goudbruin, dun, breed bandvormig, tot vier meter lang en 15 centimeter breed en met gladde randen. Ze zijn met gevorkte vertakkingen aan de pneumatocyst bevestigd. Hun drijfvermogen houdt de phylloïden op of nabij het wateroppervlak. Op stille locaties worden brede, golvende phylloïden gevormd, terwijl op locaties met sterke golven zich smalle bandvormige phylloïden ontwikkelen

## Ontwikkelingscyclus
Zoals bij alle Laminariales, is de zichtbare tang de sporofyt. Het begint te groeien in het vroege voorjaar en bereikt zijn baldakijn op het wateroppervlak rond midzomer. De alg groeit erg snel, met een toename van 6 tot 10 centimeter per dag. De groei van de stengel wordt gereguleerd door een fytochroom, zodat deze stopt zodra roodlichtcomponenten de alg nabij het oppervlak bereiken. De fotosynthesesnelheid van de bladorganen is het hoogst in de zomer en vroege herfst. In de winter, vooral na stormen, sterven de meeste phylloïden. Uit het detentieorgaan kan geen nieuw zeewier groeien, zodat Nereocystis meestal eenjarig is. Sommige exemplaren kunnen alleen overwinteren en een tweede jaar beleven op beschutte plaatsen.
De twee-flagellated haploïde sporen worden gevormd in de vruchtbare delen van de phylloïden (sori). De rijpe sori scheidt zich af van de rest van de phylloïde, drijft in het water en bereikt uiteindelijk de bodem. Eén tot vier uur na scheiding komen grote hoeveelheden sporen vrij, tot wel 23.000 per vierkante centimeter per minuut. Ze zijn enkele dagen levensvatbaar en kunnen zichzelf voeden door middel van fotosynthese. Op de ondergrond ontkiemen ze tot microscopisch kleine, mannelijke of vrouwelijke gametofyten, die bestaan uit eenrijige, vertakte celdraden. Na twee tot drie maanden ontwikkelen zich daarop de gameten, eicellen en zaadcellen. Na bevruchting bezinkt de zygoot en ontkiemt tot een jonge sporofyt. De algen kunnen zich over grotere afstanden verspreiden via de sporen, door afgescheurde delen van het zeewier of door de afgescheiden sori.

## Voorkomen
Nereocystis luetkeana komt voor in de noordoostelijke Stille Oceaan van Alaska tot centraal Californië. Daar vormt het uitgestrekte kelpbossen aan rotskusten in waterdiepten van 10 tot 20 meter. Het werd ook gevonden in het noordwesten van de Stille Oceaan, nabij de Komandorski-eilanden en Kamtsjatka.

## Ecologie
Waar de jaarlijkse Nereocystis samen met de reuzenkelp (Macrocystis pyrifera) voorkomt, verplaatst deze overblijvende soort deze naar de meest blootgestelde plaatsen. De zee-egels Strongylocentrotrus franciscanus en Strongylocentrotus purpuratus voeden zich met Nereocystis en hebben daarmee een sterke invloed op de populatie. De zeeoorslak Haliotis rufescens, andere slakken (Tegula, Callistoma, Collisella pelta) en diverse kreeftachtigen eten ook de alg. Meer dan 50 soorten epifytische algen koloniseren de stengels en phylloïden van Nereocystis, bijvoorbeeld Porphyra nereocystis, ulva of antithamnion-soorten, evenals epifytische ongewervelde dieren zoals mosdieren (Membranipora membranacea), hydrozoa of zeepokken. Dit veroorzaakt directe schaduw en als er sterke groei is, kan het gewicht zo groot worden dat de phylloïden wegzakken in diepere, donkere waterlagen. Een parasitaire alg (Streblonema) veroorzaakt vervormingen en het afbreken van de stengel. Verschillende soorten vissen (Synchirus gilli, Liparis sp., Phytichthys chirus) leven op de stengels en bladorganen van Nereocystis. De stekelbaarsachtige Aulorhynchus flavidus legt zijn eieren op hun pneumatocysten.

## Systematiek
De soort werd voor het eerst beschreven in 1829 door Karl Heinrich Mertens onder de naam Fucus luetkeanus. De eerste vondst is afkomstig van de Norfolksund bij Sitka, Alaska. De soortnaam is een eerbetoon aan de Russische marineofficier Friedrich Benjamin von Lütke, die luitenant-kapitein was van het korvet Senjawin tijdens de Russische Noord-Amerikaanse expeditie 1826-1829. In 1840 plaatsten Alexander Postels en Franz Josef Ruprecht de soort in een apart, monotypisch genus Nereocystis (in: Illustrationes algarum). De generieke naam betekent bel van de zeegod (van het Grieks Νηρεύς = Nereus en oud Grieks κύστις kýstis = "bel") en verwijst naar het bolvormige drijvende lichaam dat op het wateroppervlak drijft. Andere synoniemen van Nereocystis luetkeana zijn Ulva priapus S.G. Gmelin en Nereocystis priapus (S.G. Gmelin) De A. Saunders. Het geslacht Nereocystis wordt toegewezen aan de familie Laminariaceae.

## Gebruik
Nereocystis wordt in geringe mate economisch gebruikt. In Californië en British Columbia wordt het geoogst voor de productie van mest en sinds de jaren 1980 ook als voer voor zeeoorgewassen. De bovenste delen worden meestal afgesneden, waardoor het individuele zeewier sterft. De bestanden van de eenjarige soort kunnen ernstig worden aangetast, vooral als de oogst plaatsvindt vóór de sporenvorming. Om de kelpbossen te behouden, is de oogst nu aan bepaalde beperkingen onderworpen (kelpbedbeheer). De alg is eetbaar, in Alaska worden de dikke stengels gepekeld en als specialiteit op de markt gebracht. De gedroogde delen van de kelp worden ook gebruikt voor kunstnijverheid. In Korea wordt Nereocystis gebruikt in de volksgeneeskunde.